# Vino Tinto

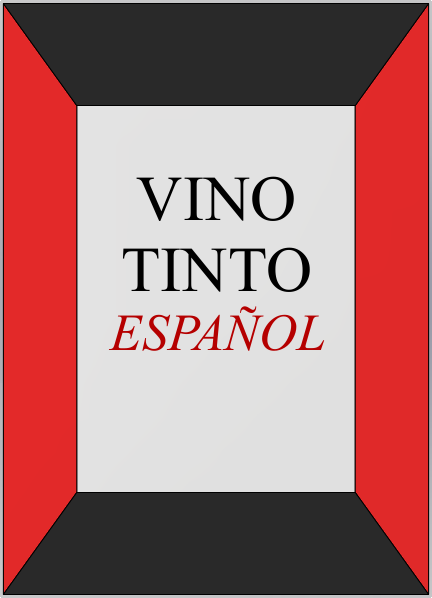
Ungefärligt utseende på etiketten (utan Vin & Sprits logotyp).

Vino Tinto Español eller i folkmun bara Vino Tinto var ett spanskt rödvin som härtappades av Vin & Sprit och såldes av Systembolaget från 11 juli 1942 till augusti 2006. Periodvis var Vino Tinto det mest sålda vinet i Systembolagets sortiment.
Vid lanseringen 1942 kostade vinet 4 kr 50 öre per flaska, och 2006 var priset 49 kronor. Under de första tio åren såldes vinet som Rött Spanskt Vin men 1952 fick vinet namnet Vino Tinto Español och då även en ny etikett designad av Anders Beckman, som vann en designtävling som Vin & Sprit anordnade. Etiketten hade en enkel, geometrisk design som sedan kom att användas i princip oavbrutet under mer än 50 år. Undantaget var några år på 1970- och 1980-talen då en blommigare etikett ritad av Bertil Kumlien användes. Systembolagets nummer på vinet var 2760.
Den största försäljningsvolymen nåddes 1955, då 1,7 miljoner liter såldes, av de 7,7 miljoner liter vin som såldes i Sverige det året. 1995 upphörde importmonopolet på alkohol och Vin & Sprits produkter började få konkurrens från andra importörer. 1996 började viner på bag in box säljas på Systembolaget, vilket tillsammans med vin på Tetra Pak förpackningar och andra kartongförpackningar successivt minskade intresset för billigt vin på glasflaska. 2005 var försäljningsvolymen nere på 26 000 liter och Vin & Sprit beslöt därför i början av 2006 att lägga ner produkten.